# Brandbergtunnel (Winden im Elztal)
Der Brandbergtunnel bei Winden im Elztal ist ein Straßentunnel, der als Umfahrung des Ortsteils Oberwinden über die Bundesstraße 294 dient. Er wurde am 2. September 2024 für den Verkehr freigegeben.
Der Bau des Tunnels war Teil des zweiten Bauabschnitts der Ortsumfahrung Winden, nachdem im ersten Bauabschnitt bereits 2020 die Ortsumfahrung Niederwinden fertiggestellt wurde. Die Baukosten für die gesamte Umgehung wurden 2018 auf rund 82 Millionen Euro veranschlagt. 2020 wurden sie vom Regierungspräsidium Freiburg mit 119 Millionen Euro angegeben, 2023 mit rund 163 Mio. Euro.

## Bau des Tunnels

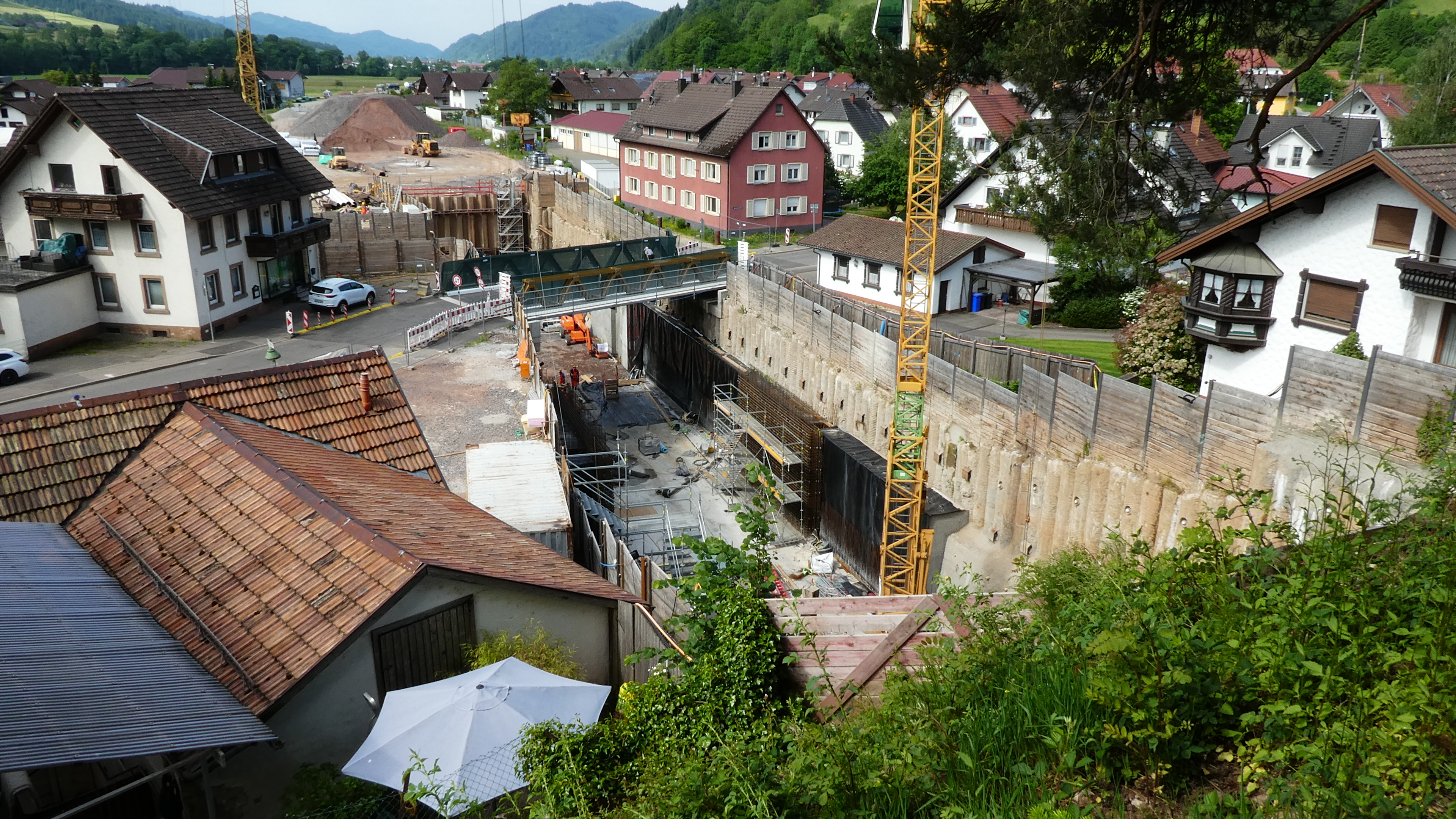
Baustelle im Juni 2021

Am 28. September 2019 wurde mit dem feierlichen Anschlag des Tunnels mit den eigentlichen Tunnelarbeiten begonnen. Dazu gehören neben dem Tunnel auch ein 100 m langes Trogbauwerk und zwei Rettungsstollen von 100 und 180 Metern Länge.
Im März 2020 stieß man beim Vortrieb auf asbesthaltigen Amphibolit. Daraufhin wurden eine Reihe von Schutzmaßnahmen für die Beschäftigten eingeführt. Dabei orientierte man sich an der TRGS 517 Tätigkeiten mit potenziell asbesthaltigen mineralischen Rohstoffen und daraus hergestellten Gemischen und Erzeugnissen, die hiermit erstmals auf den Tunnelbau angewendet wurde. Die wichtigste technische Maßnahme war eine saugende Bewetterung direkt an der Stelle des Vortriebs, kombiniert mit einer Entstaubungsanlage. Es wurden zwei Absauganlagen ca. 50 m vor dem Vortrieb eingesetzt, die beim Tunnelbau mitgezogen wurden. Zusätzlich wurde eine weitere Absauganlage beim Auffahren der Rettungsstollen eingesetzt. Zur Vermeidung von weitreichenden Asbestkontaminationen wurde eine Personen- und eine Fahrzeugschleuse installiert. Die meisten Fahrzeuge konnten mit Überdruckkabinen und Filtern ausgestattet werden, sodass dort das Tragen einer persönlichen Schutzausrüstung (PSA) entfiel. Alle Werkzeuge mussten nach dem Einsatz im Tunnel dekontaminiert werden. Zur Staubreduktion wurden Wassernebelvorhänge installiert. Ausbruchmaterial aus dem Tunnel musste bis zum Abtransport immer feucht gehalten werden. Alle im Tunnel arbeitenden Personen mussten eine PSA bestehend aus einem gebläseunterstützten Filtergerät mit Vollvisierhelm, Einwegschutzanzug und Einwegschutzhandschuhen tragen. Wenn kein Amphibolit im Vortrieb nachweisbar war, konnte auf das eigens entwickelte Konzept SchwarzLight zurückgegriffen werden. Hierbei entfiel zum Beispiel die Pflicht zum Tragen von Einwegschutzanzügen und Techniker durften Geräte wieder im Tunnel warten. Beim anschließenden Ausbau von Strosse und Sohle konnte durch spezielle Bewetterung ein Schott, also eine Trennwand aus Luft, geschaffen werden. Es verhinderte – unterstützt durch Wassernebelvorhänge – eine Staubemission in den rückwärtigen Bereich.
Der Durchschlag der Kalotte erfolgte Ende Oktober 2020 und nach letzten Sprengungen wurde am 18. Mai 2021 der Tunneldurchschlag erreicht. Danach wurde am Innenausbau gearbeitet, der Betonausbau ergänzt und 2023 die Asphaltfahrbahn und Lärmschutzmaßnahmen gebaut. Im Juli 2023 wurde der Bau dem Regierungspräsidium Freiburg fertig übergeben und nach der Installation der Tunnelbetriebstechnik am 2. September 2024 für den Verkehr eröffnet.